# Libera uscita
Pour plus de détails, voir Fiche technique et Distribution.
Libera uscita (litt. Sortie libre) est une comédie italienne sortie en 1951, réalisée par Duilio Coletti.

## Synopsis
Deux soldats en permission vont rendre visite à leurs petites amies respectives, qui travaillent dans le même manoir : l'une comme femme de chambre et l'autre comme cuisinière. Elles cachent toutes les deux leurs petits amis respectifs jusqu'à l'arrivée des propriétaires de la maison. Les deux soldats s'enfuient alors, se retrouvant sur le plateau de tournage d'un film, et sont pris comme figurants, déguisés l'un en général américain et l'autre en colonel. Tous deux vêtus de ces déguisements, ils retournent au manoir auprès de leurs petites amies et, pris pour de véritables Américains, sont accueillis avec honneur par la maîtresse de maison.

## Fiche technique
- Titre original italien : Libera uscita
- Réalisation : Duilio Coletti
- Scénario : Marcello Marchesi, Vittorio Metz
- Genre : comédie
- Musique : Tarcisio Fusco
- Production : Raffaele Colamonici, Umberto Montesi
- Photographie : Sergio Pesce
- Format d'image : Noir et blanc
- Montage : Fernando Tropea
- Durée : 92 min[1]
- Décors : Alberto Boccianti
- Pays de production :  Italie
- Année de sortie : 1951
- Langue originale : italien

## Distribution
- Nino Taranto : Domenico Errichiello
- Ludmilla Dudarova : Mme Quaglia
- Laura Gore : Rosetta
- Nyta Dover : Susanna
- Luigi Pavese : M. Quaglia
- Carlo Croccolo : Pinozzo Molliconi
- Elena Altieri
- Guglielmo Inglese
- Simona Gori
- Galeazzo Benti
- Arturo Bragaglia
- Ciro Berardi
- Enrico Luzi réalisateur de romans-photo
- Gigi Reder
- Mario Lauri
- Nerio Bernardi